# Mortal Kombat: Deadly Alliance
Mortal Kombat: Deadly Alliance (communément abrégé MK:DA) est un jeu vidéo de combat, qui représente chronologiquement le cinquième titre de la série Mortal Kombat. Il a été développé et produit par Midway, et il est sorti en France le 14 février 2003 sur GameCube, PlayStation 2, Xbox, Game Boy Advance.

## Synopsis
Alors qu'il tente d'échapper à Scorpion dans les puits de Netherealm, Quan Chi découvre un tombeau antique qui contient les restes des corps momifiés de la très puissante armée du Roi Dragon, Onaga, le premier empereur de l’Outworld. Quan Chi décide alors de trouver une manière d'implanter des âmes de guerriers pour ressusciter entièrement cette armée maléfique. Pour parvenir à ses fins, il propose une alliance avec le sorcier maléfique Shang Tsung et lui promet l'immortalité s'il accepte de l'aider à ressusciter l'armée. Shang Tsung accepte et l'Alliance Mortelle (« Deadly Alliance ») est ainsi créée. Toutefois, avant de prétendre à une domination totale des royaumes, les deux sorciers décident de détruire les seuls deux êtres qui pourraient empêcher leur objectif de conquête absolue. Le premier était Shao Kahn, l'empereur de l’Outworld. Une fois tué, ils ont alors voyagé vers l’Earthrealm au moyen d'un portail mystique puissant connu seulement des deux sorciers et de certains dieux, et ont attaqué le champion incontesté des Mortal Kombat : Liu Kang. Alors que Tsung était clairement en train de perdre le combat, Quan Chi s'est joint à lui et ont finalement pris le dessus ; Shang Tsung était hargnement désireux de prendre sa revanche sur sa défaite contre Liu Kang dans le premier Mortal Kombat...
Liu Kang est mort.
Après avoir consommé son âme, ils sont revenus dans l’Outworld où les âmes des guerriers défaits sont utilisées pour ressusciter l'armée du Roi de Dragon. S'ils réussissent, les deux sorciers seront invincibles. En attendant, dans l’Earthrealm, une autre alliance est formée par Raiden et les plus grands guerriers du royaume de la Terre afin de combattre la nouvelle alliance du Mal...
Mortal Kombat: Deadly Alliance suit Mortal Kombat Gold et précède Mortal Kombat: Mystification.

## Personnages

### Nouveaux personnages
- Bo Rai Cho — Maître d'arts martiaux de l’Outworld. A instruit Liu Kang et Kung Lao.
- Drahmin — Démon en  putréfaction de Netherealm.
- Frost — Élève de Sub-Zero, elle partage sa compétence avec de la glace dont elle finit par le trahir
- Hsu Hao — Partisan de Mavado.
- Kenshi — Guerrier rendu aveugle par Shang Tsung, aguerri dans ses autres sens.
- Li Mei — Combattante de l’Outworld, essayant de se rebeller contre l'alliance mortelle.
- Mavado — Chef du Red Dragon Clan.
- Mokap — Il a réalisé les captures de mouvement des films de Johnny Cage (personnage secret).
- Nitara — Vampire de l’Outworld.
- Moloch — Démon de Netherealm, sous-Boss.
- Blaze — Démon de feu venu d'Outremonde (personnage secret).

### Anciens personnages
- Cyrax — Travaille pour l’Outworld Investigation Agency. Bloqué dans l’Outworld.
- Jax — Travaille pour l’Outworld Investigation Agency et cherche à tuer Hsu Hao pour le meurtre de ses alliés.
- Johnny Cage — Acteur de Hollywood qui va aider ses alliés dans la lutte pour sauver le Royaume de la Terre de l'alliance mortelle.
- Kano — Mercenaire qui met en gage sa fidélité à Shang Tsung et à Quan Chi.
- Kitana — Princesse d’Edenia qui cherche à détruire Shao Kahn et ses forces.
- Kung Lao - Membre de la White Lotus Society qui cherche à tuer Shang Tsung responsable de l'assassinat de Liu Kang.
- Quan Chi — Sorcier maléfique et un des deux Boss du jeu.
- Raiden — Dieu de Tonnerre qui se bat avec ses alliés contre l'alliance mortelle.
- Reptile — Créature reptilienne maléfique en quête d'un nouveau maitre.
- Scorpion — Spectre qui cherche à tuer Quan Chi responsable de l'assassinat de sa famille.
- Shang Tsung — Sorcier maléfique qui cherche la vie éternelle. Par son alliance avec Quan Chi, il espère accomplir ce désir.
- Sonya Blade — Travaille pour l’Outworld Investigation Agency. Elle est à la recherche de Kenshi et de Cyrax bloqués dans  l’Outworld.
- Sub-Zero — Guerrier légendaire de glace, porteur du médaillon légendaire du Dragon.

## Nouveautés dans MK:DA
- Les modèles des personnages de MK:DA sont beaucoup plus détaillés, évolués techniquement et graphiquement que ceux de Mortal Kombat 4.
- Les personnages de MK:DA ont chacun trois techniques de combat : deux arts martiaux à mains nues, et une technique de combat avec une ou deux armes (épées, couteaux...). Le joueur peut basculer d'une technique à une autre avec un bouton. Chacune de ces techniques de combat dispose de coups qui lui sont propres, offrant alors une grande diversité de gameplay. Chaque combattant possède en outre deux mouvements spéciaux, indépendants de la technique de combat utilisée.
- MK:DA possède une « Krypt » où le joueur peut acheter des choses comme des équipements, des personnages cachés, des images, des croquis, des easter eggs, en utilisant plusieurs types de pièces (les « Koins ») gagnées dans le mode « Konquest » et dans le jeu solo de différentes manières.
- MK:DA présente un mode « Konquest » qui utilise l'histoire de chacun et agit en tant que cours d'instruction (tutorial) pour chaque personnages.
- MK:DA n'est jamais sorti sur arcade ; il est sorti directement sur consoles.
- Deux mini-jeux (de difficulté variable) sont également disponibles : « Test your Might » (« Testez votre force ») et « Test your Sight » (« Testez votre vue »). Ils permettent de gagner des Koins.
- L'interaction avec le décor existe mais elle reste sommaire (colonnes, statues, acide...).
- MK:DA poursuit le retour à la violence pure et au gameplay sombre, initiée dans Mortal Kombat 4. Il n'y a plus de Bability et autres Friendship.

## Accueil
- GameSpot : 8,1/10[1] - 7,9/10 (GBA)[2]
- IGN : 8,6/10[3] - 8,8/10 (GBA)[4]
- Jeux vidéo Magazine : 14/20[5]
- Jeuxvideo.com : 17/20[6] - 15/20 (GBA)[7]